# Marirosa Toscani Ballo
Marirosa Toscani Ballo, nata Mariarosa Toscani (Milano, 25 marzo 1931 – Milano, 4 febbraio 2023), è stata una fotografa italiana.
Prese il secondo cognome in seguito al matrimonio con Aldo Ballo.

## Biografia
Mariarosa Toscani, detta Marirosa, nacque a Milano nel 1931, primogenita di Fedele Toscani, reporter storico del Corriere della Sera e proprietario dell'agenzia Rotofoto, e di Dolores Cantoni. Era sorella di Oliviero Toscani, fotografo, pubblicitario e politico.
Quando Fedele Toscani, al seguito del Giro d'Italia, si ammalò gravemente di polmonite e venne ricoverato in sanatorio per un lungo periodo, tocca a Marirosa, che non aveva ancora finito il liceo, occuparsi degli affari di famiglia. Marirosa venne così promossa fotoreporter sul campo, e in tal veste seguì avvenimenti mondani come l'elezione di Miss Italia, eventi sportivi come il campionato del mondo di automobilismo e catastrofi nazionali come l'alluvione del Polesine. Lei stessa raccontò di quanto fosse raro vedere una donna fotografa nell'Italia del dopoguerra. 
Nel 1951 incontrò Aldo Ballo, uno studente al terzo anno di architettura, nel palazzo di piazza XXV Aprile a Milano, dove abitava. I due si misero insieme e Aldo, lasciati gli studi, iniziò a lavorare alla Rotofoto.
Nel 1953 Aldo e Marirosa lasciarono la Rotofoto, si sposarono ed aprirono lo studio Ballo+Ballo in via Settembrini; non avendo molti soldi, non potevano scegliere i lavori, fotografando dal teatro al reportage. Poco a poco grazie ad amici architetti e compagni di scuola come Gae Aulenti e Bruno Munari arrivarono i primi lavori di design e pubblicità: Bassetti, Barilla, La Rinascente e Agip.
Lo studio si trasferì in via Santa Croce ma era ancora troppo piccolo, i mobili potevano essere fotografati solo col grandangolo ed il gommone della Pirelli, da fotografare, proprio non c'entrava. Lo studio fungeva anche da appartamento privato e ogni sera la sala di posa diventava camera da letto. 
I Ballo si spostarono definitivamente in via Tristano Calco, dove il loro nuovo studio divenne la meta preferita di designer internazionali: Zanuso, Enzo Mari, Magistretti, Castiglioni, Albini, Sottsass, Sapper. Si specializzarono in immagini di oggetti industriali di design, fotografati rigidamente su limbo bianco, rompendo la tradizione che voleva fondi colorati. Il limbo bianco e le immagini pulite e raffinate diventarono la firma dello studio e con gli anni anche l'immagine del design italiano d'autore. Marirosa e Aldo Ballo seguono dagli anni sessanta le più importanti aziende che producono oggetti di design: Olivetti, Pirelli, Cassina, Driade, Artemide, Zanotta, B&B, FLOS, Arflex, FontanaArte, Guzzini. Al lavoro industriale e pubblicitario, Marirosa ed Aldo affiancarono la collaborazione con le più importanti riviste di interni ed architettura: Abitare, Ottagono, Stile ed Industria, House & Garden. Un caso a parte è Casa Vogue: il lavoro della rivista, fondata da Isa Tutino Vercelloni nel 1968, si fuse perfettamente con quello dei Ballo, che collaborarono a quasi tutte le uscite, realizzando anche buona parte delle copertine. 
Aldo Ballo morì nel 1994. L'anno dopo Casa Vogue cessò le pubblicazioni. Marirosa ne proseguì l'opera fino alla chiusura dello studio nel 2002, dedicandosi in seguito ai suoi lavori personali e contribuendo anche all'organizzazione dell'archivio Ballo per mostre e studio.

## Opere
- Styles of living, the best of Casa Vogue, Rizzoli, New York, 1985.
- Fotografia Design. L'immagine Alessi, Silvana, 2002
- Giovanna Calvenzi e Salvatore Gregorietti (a cura di), Ballo+Ballo. Il linguaggio dell'oggetto attraverso le fotografie di Aldo Ballo e Marirosa Toscani Ballo, Silvana Editoriale, 2009, ISBN 978-88-366-1353-3.

## Mostre
- The new domestic landscape, MoMa, New York, 1972[11]
- Ballo+Ballo, Pac – Padiglione d'arte contemporanea, Milano, 2009[12][13][14]
- Zoom, Italian Design and the photography of Aldo and Marirosa Ballo, Vitra Museum, Weil am Rhein, 2011[15]